# Lycaena limbata
Lycaena limbata är en fjärilsart som beskrevs av Igor Kozhanchikov 1936. Lycaena limbata ingår i släktet Lycaena och familjen juvelvingar. Inga underarter finns listade i Catalogue of Life.